# 上海电信大楼

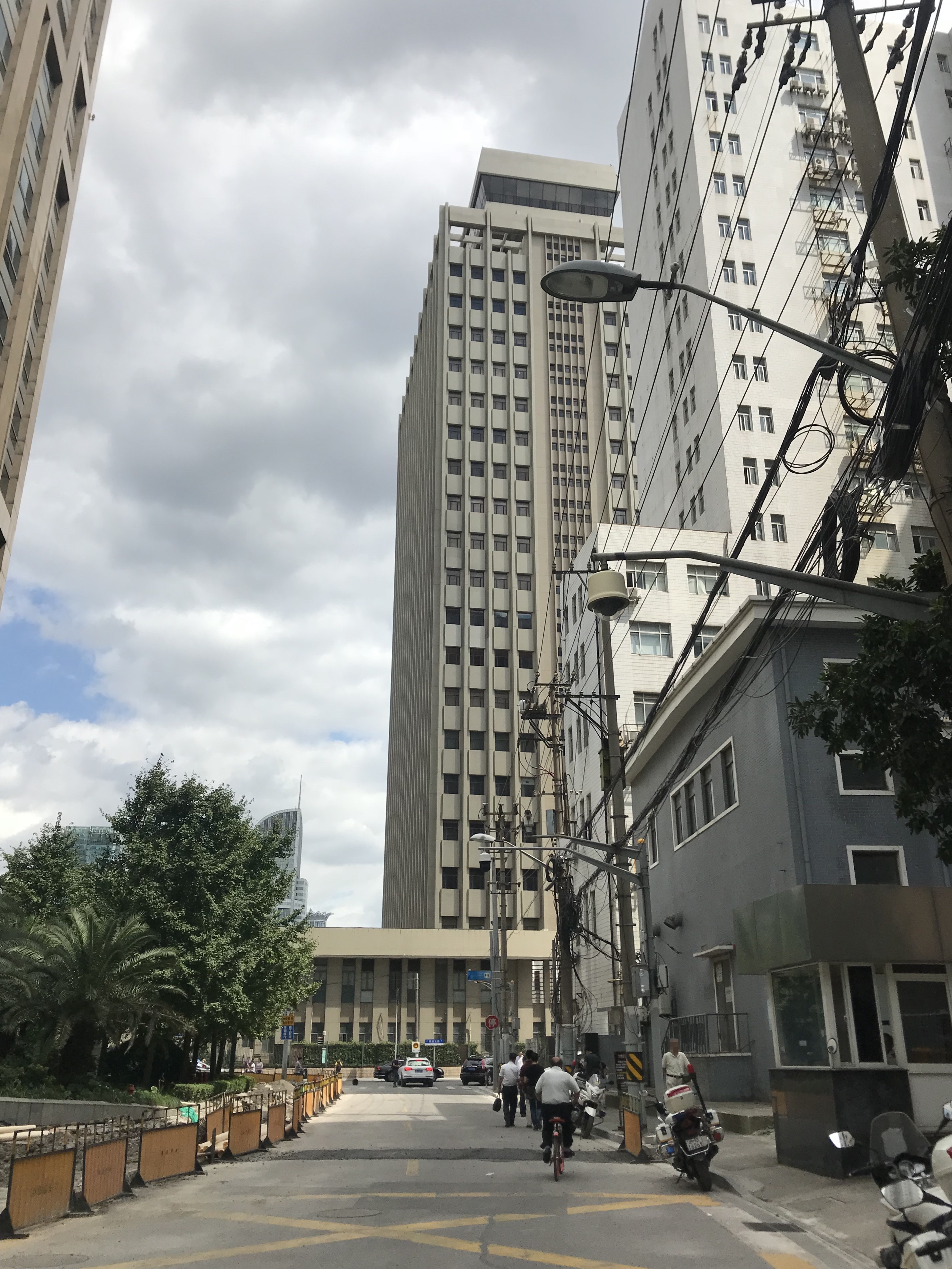
上海电信大楼

上海电信大楼是位於中華人民共和國上海市黃浦區武勝路的一個建築，也是一個长途电信通信枢纽。大楼占地22亩，总建筑面积49272平方米。建築內有通信机房、市话机房、通信设备。上海电信大楼由中华人民共和国邮电部投资兴建，上海市工业建筑设计院设计。上海电信大楼地下3层，地上24层，总高度131.80米。

## 歷史
1973年，上海长途通信枢纽大楼的筹划、觅址等工作开始。1979年3月，成立上海市邮电管理局长途通信枢纽工程建设指挥部，下设上海电信大楼工程处。1982年，中华人民共和国邮电部批准成立上海邮电建筑工程处，与上海电信大楼筹建处合并办公，一个机构两块牌子。电信大楼建设工程由上海邮电建筑工程处承担。同年9月27日，上海电信大楼举行了开工仪式。8月18日起，主楼地下基础开挖。1986年5月9日，主楼结构封顶。1987年10月1日，土建竣工，营业大厅开业。1988年7月1日，上海市长途电信局迁入上海电信大楼。
2011年4月19日，上海电信大楼13层起火，造成4人死亡。